# Bijlsma Conofeeder 350
Der Bijlsma Confeeder 350 ist ein Containerfeederschiffstyp.

## Beschreibung
Der Schiffstyp wurde von Conoship International in Groningen für den Einsatz als Containerfeederschiff insbesondere im nordeuropäischen Markt entworfen. Von dem Schiffstyp wurden drei Einheiten für die niederländische Reederei NedNor in Groningen gebaut. Gebaut wurden die Schiffe auf der Werft VEKA Shipyard Lemmer. Die Rümpfe wurden von anderen Werften zugeliefert.
Die Schiffe werden von einem Viertakt-Sechszylinder-Dieselmotor des Herstellers Wärtsilä (Typ: 8R32) mit 3280 kW Leistung angetrieben. Der Motor wirkt auf einen Verstellpropeller. Für die Stromerzeugung stehen ein Wellengenerator und zwei Dieselgeneratoren zur Verfügung. Weiterhin wurde ein Notgenerator verbaut. Die Schiffe sind mit einem Bugstrahlruder mit 500 kW Leistung und einem Heckstrahlruder mit 300 kW Leistung ausgestattet.
Die Schiffe verfügen über drei Laderäume. Laderaum 1 wird mit einem einteiligen Klapplukendeckel, die anderen beiden mit zwei in beide Richtungen öffnenden, aus jeweils zwei Paneelen bestehenden, Faltlukendeckeln verschlossen. Laderaum 2 ist 24,86 m lang, 13,20 m breit und 8,85 m hoch, Laderaum 3 ist 25,50 m lang, 13,20 m breit und 8,85 m hoch. Die Tankdecke kann mit 12 t/m², die Lukendeckel mit 2 t/m² belastet werden.
Die Containerkapazität der Schiffe beträgt 354 TEU. Davon finden 124 TEU im Raum und 230 TEU an Deck Platz. Bei homogener Beladung mit 14 t schweren Containern können 228 Container transportiert werden. In Bay 1 können nur 20-Fuß-Container geladen werden, in den dahinterliegenden Bays 20- oder 40-Fuß-Container. Zwischen Laderaum 3 und dem Deckshaus, das sich ganz am Heck der Schiffe befindet, können an Deck weitere 20- oder 40-Fuß-Container geladen werden. In den Räumen können bis zu vier Container, an Deck bis zu fünf Container nebeneinander geladen werden. Die Container an Deck können bis zu fünf Lagen hoch geladen werden. Die Schiffe sind auch für den Transport von 45-Fuß-Containern geeignet. Für Kühlcontainer stehen 50 Anschlüsse bereit. Hinter der Back befindet sich ein Wellenbrecher zum Schutz der Decksladung vor überkommendem Wasser.

## Schiffe
| Bijlsma Conofeeder 350 | Bijlsma Conofeeder 350                                            | Bijlsma Conofeeder 350 | Bijlsma Conofeeder 350             | Bijlsma Conofeeder 350     |
| Bauname                | Bauwerft / Baunummer                                              | IMO- Nummer            | Stapellauf Ablieferung             | Spätere Namen und Verbleib |
| ---------------------- | ----------------------------------------------------------------- | ---------------------- | ---------------------------------- | -------------------------- |
| Vantage                | Veka Shipyard Lemmer / 738 Van Sluisveld Marine Constructions     | 9375111                | 10. Februar 2007 24. November 2007 |                            |
| Vanquish               | Veka Shipyard Lemmer / 740 Hangzhou Dongfeng Shipbuilding Co.     | 9375135                | Mai 2008 16. April 2012            |                            |
| Fiorano                | Veka Shipyard Lemmer / 741 Dongfang Anhui Zongyang Shipyard / 395 | 9375147                | 18. Oktober 2009 11. Mai 2012      | 2015: Somers Isles         |

Die Schiffe fahren unter der Flagge der Niederlande mit Heimathafen Werkendam.